# Raúl Bravo
Raúl Bravo Sanfelix (* 14. April 1981 in Gandía, Provinz Valencia) ist ein spanischer Fußballspieler.

## Karriere
Sein erster Verein war UD Almoines. Über CF Gandía kam er dann zu Real Madrid, wo er ab 2000 in der ersten Mannschaft spielte. Der Linksverteidiger galt als ein großes Talent, hatte bei Real Madrid mit Roberto Carlos jedoch übermächtige Konkurrenz auf seiner Position und wechselte daher im Januar 2003 leihweise nach England zu Leeds United.
Anfang der Saison 2003/04 kehrte er wieder zu Real Madrid zurück und kam dort in den nächsten Jahren vor allem als Innenverteidiger zum Einsatz. Zur Saison 2007/08 wechselte Raul Bravo für 1,5 Millionen Euro zum griechischen Erstligisten Olympiakos Piräus. Dort konnte er sich zunächst auch nicht durchsetzen und wurde in der Rückrunde 2008/09 an CD Numancia ausgeliehen. Nach seiner Rückkehr wurde er Stammspieler in Piräus.
Im Sommer 2011 entschloss er sich zu einer Rückkehr nach Spanien und unterschrieb einen Vertrag bei Rayo Vallecano, wo er sich jedoch nicht durchsetzen konnte.
Ende August 2012 unterschrieb er einen Einjahresvertrag beim belgischen Erstligisten Beerschot AC bis Ende Juni 2013.
Am 29. Mai 2019 wurde er wegen des Verdachts, er habe Fußballspiele der spanischen Profiligen manipuliert, verhaftet. Dabei gilt Bravo als Kopf der festgenommenen Gruppe.
Raúl Bravo spielte zwischen 2002 und 2004 vierzehn Mal im spanischen Nationalteam.

## Erfolge
- Teilnahme an der Fußball-EM 2004 in Portugal (3 Einsätze)
- Weltpokalsieger 2002 mit Real Madrid
- Europäischer Supercupsieger 2002 mit Real Madrid
- Champions-League-Sieger 2002 mit Real Madrid
- Griechischer Meister 2008 mit Olympiakos Piräus
- Spanischer Meister 2007 mit Real Madrid
- Spanischer Meister 2003 mit Real Madrid
- Spanischer Meister 2001 mit Real Madrid
- Griechischer Pokalsieger 2008 mit Olympiakos Piräus
- Spanischer Supercupsieger 2003 mit Real Madrid
- Spanischer Supercupsieger 2001 mit Real Madrid